# Maurice Rouvier
Maurice Rouvier (pronunciació francesa: [moʁis ʁuvje]; Ais de Provença, 17 d'abril de 1842 - Neuilly-sur-Seine, 7 de juny de 1911 va ser un estadista francès.
Va néixer a Ais de Provença, i va passar la seva carrera en els negocis a Marsella. Va donar suport a la candidatura de Léon Gambetta des d'allà el 1867, i el 1870 va fundar una revista anti-imperial, L'Egalité. Convertint-se en secretari general de la prefectura de les Boques del Roine el 1870-71, va rebutjar el càrrec de prefecte. El juliol de 1871 va ser retornat a l'Assemblea Nacional de Marsella en una elecció, i van votar de manera constant amb el Partit Republicà. Es va convertir en una reconeguda autoritat en les finances, i en repetides ocasions que es presenten a la Comissió de Pressupost com a reporter o president.
A les eleccions generals del 1881 després de la caiguda del gabinet de Jules Ferry, tornà a la cambra i hi va defensar la separació entre Església i Estat, una política de descentralització, i la imposició d'un impost sobre la renda. Després es va unir al gabinet de Gambetta com a ministre de comerç i de les colònies, i en el 1883-1885 va ocupar el mateix càrrec al gabinet de Jules Ferry. Es va convertir en primer ministre d'Hisenda el 31 de maig de 1887, amb el suport dels grups de republicans moderats, els radicals explotació al marge de suport del general Boulanger, que van començar una violenta agitació contra el govern.
Després va venir l'escàndol de les distincions (venda de nominacions a la Legió d'Honor), en el qual participava Daniel Wilson, gendre del President Jules Grévy, i el gabinet ministerial va caure en l'intent de protegir la imatge del president. L'oposició de Rouvier va ser una de les causes de la derrota del gabinet de Charles Floquet, el febrer de 1889. Al ministeri de Tirard troba una nova forma de lluita contra l'agitació de Boulanger, va ser ministre d'Hisenda. Es va mantenir en el mateix lloc en el Freycinet, Loubet i gabinets de Ribot de 1890-93. Les seves relacions amb Cornelius Herz i el baró de Reinach va obligar a la seva retirada del gabinet Ribot en el moment dels escàndols de Panamà el desembre de 1892.
Una vegada més, el 1902, va ser ministre de Finances, després de quasi deu anys, aquesta vegada en el gabinet radical d'Émile Combes. A la caiguda del ministeri de Combes, el gener de 1905 va ser convidat pel president per formar un nou ministeri. En aquest gabinet, Rouvier tingué inicialment la cartera d'Hisenda. En la seva declaració inicial a la Cambra el nou primer ministre havia declarat la seva intenció de continuar la política de l'anterior gabinet, comprometent el nou ministeri a una política de conciliació, a la consideració de les pensions de vellesa, un impost sobre la renda, i la separació de l'Església i l'Estat. L'atenció del públic, però, es concentrava principalment en la política exterior. Durant el govern Combes, el ministre Théophile Delcassé havia arribat a un acord secret amb Espanya sobre la qüestió del Marroc, i n'havia establert un altre amb Anglaterra. Aquesta política havia despertat la gelosia alemanya, que es va fer evident en l'aspror amb què la qüestió del Marroc va ser manejada a Berlín.
En una reunió de gabinet del 5 de juny, Rouvier acusà el Ministre de Relacions Exteriors d'imprudència sobre l'afer del Marroc, i després d'una acalorada discussió Delcassé dimití. El mateix Rouvier va prendre la cartera d'Afers Exteriors en aquest punt crucial. Després de crítiques negociacions, el 8 de juliol aconseguí un acord amb Alemanya acceptant la conferència internacional proposada pel sultà del Marroc, sobre la garantia que Alemanya reconeixeria la naturalesa especial dels interessos de França en el manteniment de l'ordre a la frontera algeriana del seu imperi. Llargs debats van donar lloc a una nova convenció al setembre, que contenia el programa de la conferència proposada, i al desembre Rouvier va ser capaç de fer una declaració de tot el procés a la cambra, que va rebre el consentiment de totes les parts. El govern Rouvier no va sobreviure gaire temps a l'elecció presidencial de 1906. Els disturbis que sorgiren en relació amb la Llei de Separació de l'Església i l'Estat van ser hàbilment manejats per Georges Clemenceau per a desacreditar el ministeri, que fou substituït per un gabinet sota la direcció de Ferdinand Sarrien.